# Rubus effrenatus
Rubus effrenatus är en rosväxtart som beskrevs av Newton. Rubus effrenatus ingår i släktet rubusar, och familjen rosväxter. Inga underarter finns listade i Catalogue of Life.